# شاين غالاغير
شاين غالاغير (بالإنجليزية: Shane Gallagher)‏ هو عازف قيثارة وموسيقي أمريكي، ولد في 30 ديسمبر 1973 في جاكرتا في إندونيسيا.

## وصلات خارجية
- شاين غالاغير على موقع IMDb (الإنجليزية)
- شاين غالاغير على موقع ميوزك برينز (الإنجليزية)
- شاين غالاغير على موقع ديسكوغز (الإنجليزية)